# 1819 na música

## Nascimentos
| Data        | Nome                | Profissão           | Nacionalidade | Observações | Ref |
| ----------- | ------------------- | ------------------- | ------------- | ----------- | --- |
| 18 de Abril | Franz von Suppé     | Maestro, compositor | Áustria       | m. 1895     |     |
| 5 de Maio   | Stanisław Moniuszko | compositor          | Polónia       | m. 1872     |     |
| 20 de Junho | Jacques Offenbach   | Compositor          | Alemanha      | m. 1880     |     |

## Mortes
| Data | Nome | Profissão | Nacionalidade | Observações | Ref |
| ---- | ---- | --------- | ------------- | ----------- | --- |